# Ulrich Seiffert

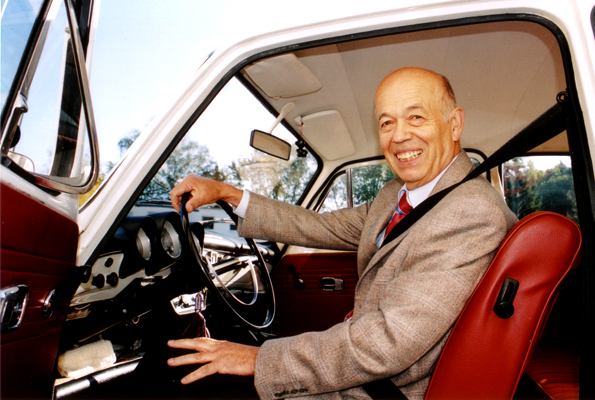
Ulrich Seiffert

Ulrich Seiffert (* 13. April 1941 in Waldenburg) ist ein deutscher Ingenieur und war Vorstandsmitglied der Volkswagen AG.

## Leben
Nach dem Abitur an der Gaußschule in Braunschweig studierte Seiffert von 1961 bis 1966 Maschinenbau an der Technischen Universität Braunschweig. Nach seinem Abschluss als Diplomingenieur arbeitete er ab 1966 zunächst als Versuchsingenieur in der Technischen Entwicklung der Volkswagen AG, wo er 1969 Leiter der Abteilung Fahrzeugsicherheitsversuch wurde. Nach seiner Promotion 1974 an der TU Berlin zum Thema „Probleme der Automobilsicherheit“ wurde er 1975 Leiter der Hauptabteilung Fahrzeugsicherheit und 1979 Leiter des Bereichs Forschung der Volkswagen AG.
Seit 1980 war Seiffert Lehrbeauftragter für Fahrzeugsicherheit an der Technischen Universität Braunschweig, die ihn 1986 zum Honorarprofessor bestellte. 1987 wurde er Leiter des Bereichs Aggregateentwicklung der Volkswagen AG und rückte 1988 auf in den Vorstand der Volkswagen AG für das Ressort Forschung und Entwicklung.
Seit 1996 ist Seiffert geschäftsführender Gesellschafter der WiTech Engineering GmbH und seit 1997 Sprecher des Zentrums für Verkehr der Technischen Universität Braunschweig.

## Auszeichnungen
- 1989: Vice-President’s Trophy der englischen Journalisten-Vereinigung „The Guild of Motoring Writers“
- 1990: Österreichisches Ehrenkreuz für Wissenschaft und Kunst
- 1991: „Man of the Year“ Autocar & Motor
- 1994: Internationaler Rheinland-Preis für Umweltschutz
- 1997: Verdienstkreuz des Landes Niedersachsen[4]
- 2004: Benz-Daimler-Maybach-Medaille der VDI-Gesellschaft Fahrzeug- und Verkehrstechnik (FVT)[5]
- 2013: Ehrenmitgliedschaft des Vereins Deutscher Ingenieure (VDI)[6]
- Mitglied der Deutschen Akademie der Technikwissenschaften (Acatech)

## Schriften (Auswahl)
- Probleme der Automobilsicherheit. (= Dissertation, TU Berlin). Berlin 1974, OCLC 252393044.
- Unfallfolgenmildernde Fahrzeugsicherheit. VDI Verlag, Düsseldorf 1985, ISBN 3-18-145912-7.
- Automobiltechnik der Zukunft. VDI-Verlag, Düsseldorf 1989, ISBN 3-18-400836-3.
- Fahrzeugsicherheit: Personenwagen. VDI-Verlag, Düsseldorf 1992, ISBN 3-18-401264-6.
- (Hrsg.) mit Hans-Hermann Braess: Automobildesign und Technik: Formgebung, Funktionalität, Technik. In: ATZ-MTZ-Fachbuch. Vieweg + Teubner, Wiesbaden 2007, ISBN 978-3-8348-0177-7.
- (Hrsg.) mit Hans-Hermann Braess: Handbuch Kraftfahrzeugtechnik. 5. Auflage In: ATZ-MTZ-Fachbuch. Vieweg, Wiesbaden 2007, ISBN 978-3-8348-0222-4.
- (Hrsg.) mit Gotthard Rainer: Virtuelle Produktentstehung für Fahrzeug und Antrieb im Kfz: Prozesse, Komponenten, Beispiele aus der Praxis. Vieweg + Teubner Verlag, Wiesbaden 2008, ISBN 978-3-8348-9479-3.